# John Rawls
John Rawls (21. února 1921 Baltimore, Maryland – 24. listopadu 2002 Lexington, Massachusetts) byl liberální americký politický filozof, profesor Harvardovy univerzity a autor knihy Teorie spravedlnosti (1971), která jej světově proslavila.

## Život
V letech 1939–1943 studoval Rawls filozofii v Princetonu, ve 2. světové válce sloužil u pěchoty v Tichomoří a v Japonsku. Brzy po válce promoval v Princetonu v oboru morální filozofie a začal zde učit. Roku 1952 získal stipendium na univerzitě v Oxfordu, kde jej ovlivnil liberální teoretik Isaiah Berlin a právní filozof H. L. A. Hart. Po návratu přednášel na Cornellově univerzitě, na MIT a od roku 1964 na Harvardu. Po mrtvici v roce 1995 už pouze psal.

## Politická a morální filozofie
Rawls je představitel liberální politické filozofie. Stejně jako Aristotelés pokládá Rawls spravedlnost za základní ctnost společenských institucí. V knize Teorie spravedlnosti si klade otázku, na jakých principech spravedlnosti se mohou svobodní a rozumní lidé v rovné výchozí situaci ve vlastním zájmu shodnout? Jeho teorie je tedy teorií procedurální spravedlnosti a navazuje na teorie společenské smlouvy (John Locke, Jean-Jacques Rousseau).
V původním postavení (original position) jsou si všichni rovni, mohou a chtějí spolupracovat, nemají vůči sobě žádné závazky a netuší, jaké postavení komu z nich v budoucím uspořádání připadne; to Rawls nazývá „závojem nevědění“ (veil of ignorance). Tím je zajištěno, že jejich rozhodování bude „férové“.
Rawlsova „spravedlnost jako férovost“ je potom určena následujícími pravidly:
1. Každý má mít stejné právo na co nejširší systém stejných základních svobod, jaký lze sloučit se stejnými svobodami pro všechny ostatní (princip svobody).
2. Společenské a hospodářské nerovnosti jsou přijatelné, pokud
  1. jsou spojeny s úřady a postaveními, k nimž má každý přístup (princip rovnosti šancí), a pokud
  2. nejvíce prospějí těm, kteří jsou nejméně zvýhodněni (princip diference).

První princip má přitom přednost před druhým a 2.1. před 2.2. Nerovnosti tedy nesmějí být na úkor základních svobod a princip diference (zvýhodnění) nesmí být na úkor rovnosti šancí. Tomu Rawls říká „lexikální uspořádání“.
První princip, který téměř doslova přejímá Kantův výměr práva, tedy zajišťuje politickou a právní rovnost a zároveň maximalizuje individuální svobody, především svobodu politickou (volební právo), svobodu slova a shromažďování, nedotknutelnost osoby a právo na majetek. Druhý princip připouští nerovnosti, podmiňuje je ovšem zachováním rovných šancí na vzestup a tím, že zvýhodnění je mohou jen snižovat, nikoli zvětšovat. „Rovnost šancí“ přitom Rawls nechápe jen jako formální rovnost před zákonem, nýbrž jako záruku toho, že lidé se stejným nadáním či předpoklady také skutečně dostanou stejné příležitosti ke vzdělání a vzestupu, a to nezávisle na svém výchozím společenském postavení.
Proti tomu Rawlsovi kritikové namítají, že pokud lidé žijí v nouzi, nemohou pro ně být na prvním místě občanské a politické svobody, jež ochotně vymění za lepší hospodářské zajištění. Ani např. volební právo nemá v různých kulturách tak velikou váhu, jak to předpokládá Rawls.
Rawlsův princip diference není totéž, co se v ekonomii nazývá Paretův princip. Paretovo optimum je stav, kdy se ničí postavení nemůže zlepšit, aniž by se tím zhoršilo postavení někoho jiného. Podle Rawlse jsou nerovnosti přípustné jen tehdy, pokud se tím se jimi postavení těch nejslabších nezhorší, nýbrž naopak i jim přináší „absolutní“ prospěch.
Přednosti takového uspořádání spočívají v tom, že
- první princip zaručuje všem svobodu,
- druhý princip zaručuje, že i to nejhorší postavení bude přijatelné;
- každému se dostává uznání a nikdo není použit jen jako prostředek;
- tím je zároveň zajištěna stabilita systému a
- ve společnosti se pěstuje smysl pro spravedlnost.

## Ekonomické myšlenky
Rawlsovský přístup ke společenskému blahobytu, který vychází ze „závoje nevědomosti“ (Rawls,1999), měří blahobyt společnosti blahobytem nejhůře situovaného jednotlivce, zatímco utilitarista měří blahobyt společnosti součtem užitků jednotlivců. Rawlsovský sociální plánovač by například mohl upřednostňovat politiky, jejichž cílem je zlepšit životní podmínky nejchudších jedinců ve společnosti, zatímco utilitaristický sociální plánovač by mohl upřednostňovat politiky, které maximalizují celkové štěstí nebo blahobyt všech jedinců ve společnosti bez ohledu na rozdělení příjmů. Tento zásadní rozdíl v přístupu může vést k tomu, že každý plánovač zvolí jiné optimální rozdělení příjmů, což zdůrazňuje význam základní filozofie při utváření výsledků politiky.

## Spisy
- A Theory of Justice. Cambridge, Massachusetts: Belknap Press of Harvard University Press, 1971.
- Political Liberalism. The John Dewey Essays in Philosophy, 4. New York: Columbia University Press, 1993.
- The Law of Peoples: with "The Idea of Public Reason Revisited.” Cambridge, Massachusetts: Harvard University Press, 1999.
- Lectures on the History of Moral Philosophy. Cambridge, Massachusetts, Harvard University Press, 2000.
- Justice as Fairness: A Restatement. Cambridge, Massachusetts: Belknap Press, 2001.
- Lectures on the History of Political Philosophy. Cambridge, Massachusetts: Harvard University Press, 2007.